# The J. Geils Band
The J. Geils Band è stato un gruppo musicale statunitense di musica rock.
Il singolo Centerfold raggiunse la vetta della Billboard Hot 100 nel febbraio 1982.

## Carriera
Formata verso la fine degli anni sessanta, la band era inizialmente composta da un trio con: il cantante e chitarrista J. Geils (John W. Geil Jr.), il bassista Danny Klein detto "Dr. Funk" e Richard Salwitz detto "Magic Dick" all'armonica.

Successivamente si unirono al trio il batterista, ex dj, Stephen 'Jo' Bladd e Peter Wolf, nome d'arte di Peter Blankenfeld, come voce solista. L'anno seguente entrò nel gruppo anche il tastierista Seth Justman, completando il sestetto.
La band ebbe i primi successi con i singoli First I Look at the Purse del 1970 o Must of Got Lost del 1974. La prima parte della loro carriera artistica è ben documentata nel live del 1972 "Live" Full House. Successivamente la band firmò con la casa EMI.
Dopo il loro iniziale successo, sembrava che il gruppo fosse destinato ad essere uno dei tanti "first-rate band", ovvero quei gruppi che pubblicano il primo album o singolo di successo e poi non riescono ad esprimersi più, ed invece il gruppo continuò a pubblicare album come Monkey Island del 1977 e Sanctuary del 1978.
Il gruppo uscì negli anni ottanta con un nuovo album Love Stinks, e successivamente con Freeze Frame con al suo interno il singolo Centerfold che li ha riportati al successo.
Wolf ha lasciato il gruppo nel 1983 per divergenze artistiche intraprendendo una lunga carriera solista.
La band nonostante l'uscita di Wolf che non fu sostituito, pubblicò un altro album You're Gettin' Even While I'm Gettin' Odd dal quale si ricorda il singolo Concealed Weapons che non ebbe però il successo dei dischi precedenti.
Il gruppo non si riunì fino al 1999, con conseguente scioglimento, Wolf continuò a esibirsi da solo, il resto della band di Geils continuò a fare uscite occasionali.
Il 22 maggio 2006, i sei membri si sono riuniti a sorpresa.

## Membri (1967-1985)
- John W. Geil Jr. - J. Geils (chitarre)
- Danny Klein - Dr. Funk (basso)
- Richard Salwitz - Magic Dick (armonica, sassofono, tromba)
- Stephen Bladd - Stephen 'Jo' Bladd (batteria)
- Peter Blankenfeld - Peter Wolf (fino al 1983, non sostituito) (voce)
- Seth Justman (tastiere, voce)

## Discografia

### Album in studio
- 1970 - The J. Geils Band
- 1971 - The Morning After
- 1973 - Bloodshot
- 1973 - Ladies Invited
- 1974 - Nightmares...and Other Tales from the Vinyl Jungle
- 1975 - Hotline
- 1977 - Monkey Island
- 1978 - Sanctuary
- 1980 - Love Stinks
- 1981 - Freeze Frame
- 1984 - You're Gettin' Even While I'm Gettin' Odd

### Album live
- 1972 - "Live" Full House
- 1976 - Blow Your Face Out
- 1982 - Showtime!

### Raccolte
- 1979 - Best of the J. Geils Band
- 1985 - Flashback
- 1986 - Flamethrower
- 1993 - Anthology: Houseparty
- 1995 - Must of Got Lost
- 1997 - Looking for a Love

### Singoli
- 1971 - First I Look at the Purse (live)
- 1971 - Looking for a Love
- 1973 - Give It to Me
- 1973 - (Ain't Nothin' but a) House Party
- 1973 - Make Up Your Mind
- 1973 - Did You No Wrong
- 1974 - Detroit Breakdown
- 1974 - Must of Got Lost
- 1975 - Love-itis
- 1976 - Where Did Our Love Go
- 1977 - You're the Only One
- 1978 - One Last Kiss
- 1979 - Take It Back
- 1979 - Sanctuary
- 1980 - Come Back
- 1980 - Love Stinks
- 1980 - Just Can't Wait
- 1980 - Night Time
- 1981 - Centerfold
- 1982 - Freeze Frame
- 1982 - Angel in Blue
- 1982 - Flamethrower
- 1982 - I Do
- 1983 - Land of a Thousand Dances
- 1984 - Concealed Weapons
- 1985 - Fright Night